# آن لوك
آن لوك (بالإنجليزية: Anne Locke)‏ (تقريبًا بين 1533 - بعد 1590)، شاعرة ومترجمة وشخصية كالفينية دينية. كانت أول مؤلفة باللغة الإنكليزية تنشر سلسلة السونيتات، تحت مسمى (تأمُّلُ مذنبٍ نادمٍ) في عام 1560.

## حياتها
كانت آن ابنة ستيفن فوجان، وهو تاجر ومبعوث ملكي ومؤيد بارز للإصلاح البروتستانتي. كانت والدتها مارغريت (أو مارغري) غوينيت، شقيقة جون غوينيث، راعي أبرشية لوتون (1537-1558) وسانت بيتر، ويستكيب في مدينة لندن (1543-1556). تبع زواج ستيفن ومارغريت وفاة زوجها الأول، إدوارد أوبارت، المواطن والمنتمي إلى اتحاد وورشيبفول لصانعي الأحزمة، في عام 1532، والذي أنجبت منه خمسة أطفال. كانت آن أكبر الأطفال الباقين على قيد الحياة من زواج مارغريت الثاني، وكان لها شقيقان اثنان، جين وستيفن (مواليد 4 أكتوبر 1537). حصل فوجان على وظيفة لزوجته كحائكة حرير لكل من آن بولين وكاثرين بار. بعد وفاتها في عام 1544، بذل والد آن جهودًا كبيرة للعثور على معلم للأطفال، واختار السيد (كوب)، الذي كان بارعًا في اللاتينية واليونانية والفرنسية، إضافة إلى كونه بروتستانتيًا متفانيًا. تزوج ستيفن فوجان مرة أخرى في أبريل 1546، من مارجري برينكلو، أرملة هنري برينكلو، تاجر أقمشة ومجادل، وهو أحد معارف عائلة فوجان لفترة طويلة. توفي فوجان في 25 ديسمبر 1549، وترك معظم ممتلكاته لأرملته وابنه، وذهبت إيجارات منزل واحد في شيبسايد لبناته. كان جون غوينيث منفذ وصيته.
في عام 1549 م تزوجت آن من هنري لوك، الابن الأصغر للتاجر السير ويليام لوك. في عام 1550، توفي السير ويليام، تاركًا إرثًا كبيرًا لهنري، تضمن العديد من المنازل والمتاجر والمزارع والأراضي ذات الملكية الحرة. في عام 1553، عاش المصلح والخطيب الإسكتلندي الشهير جون نوكس لفترة من الوقت في منزل لوك، وخلال هذه الفترة يبدو أنه ولوك كوّنا علاقة قوية، تشهد عليها مراسلاتهما على مدار الأعوام اللاحقة. في أعقاب صعود ماري تيودور، والضغط المصاحب على غير المؤيدين للإنجليزية الذين شاهدوا إعدام هيو لاتيمر ونيكولاس ريدلي في 1555، شجع نوكس لوك على مغادرة لندن والانضمام إلى مجتمع البروتستانت المنفي في جنيف. بدا أن نوكس شعر بالقلق على سلامتها البدنية وصحتها الروحية إذا بقيت في لندن. بيد أن هنري لوك كان مقاومًا لفكرة الذهاب إلى المنفى، إذ يقول نوكس أنه «ينبغي على آن أن تطلب أولاً الرحمة من يسوع لكي يرشدها إلى ما فيه صلاح لها في رأيه، وتتواصل مع زوجها.»
في عام 1557، تمكنت آن من مغادرة لندن. سُجِّل وصولها إلى جنيف في 8 مايو 1557، برفقة ابنتها وابنها والخادمة كاثرين. في غضون أربعة أيام من وصولهم، توفيت ابنتها الرضيعة. لا يوجد سجل معاصر لهذه الفترة، ولكن يعتقد أن لوك أمضت 18 شهرًا في المنفى تترجم عظات جون كالفين على حزقيا من الفرنسية إلى الإنجليزية. بقي هنري لوك في لندن بينما كانت آن في جنيف.
في عام 1559، بعد صعود إليزابيث الأولى، عادت آن وابنها الباقي، الشاب هنري لوك، الذي أصبح شاعرًا فيما بعد، إلى إنجلترا وإلى زوجها. في العام التالي، نُشِر أول أعمال لوك. إذ كان هذا العمل عبارة عن رسالة تكريس مخلصة لكاثرين ويلوجبي براندون بيرتي (الأرملة الغنية ودوقة سوفولك)، وهي ترجمة خطب جون كالفين لإصحاح إشعيا 38، على صورة إعادة صياغة مكونةً من إحدى وعشرين سونيتة على المزمور 51، مقدَّمةً بخمس سونيتات تمهيدية. طبع جون داي المجلد، وأدخله في سجل القرطاسية في 15 يناير 1560. يبدو أن المجلد كان شائعًا، إذ أعيدت طباعته في 1569 و 1574 من جون داي، على الرغم من عدم وجود نسخ من هاتين الطبعتين.
بقي نوكس وآن على وفاق. في 7 فبراير 1559، كتبت لوك إلى نوكس طالبةً نصيحته بشأن الأسرار المقدسة التي يديرها كتاب الصلاة المشتركة الثاني، ولطف حضور المعمودية. شجعها بشدة على تجنب الخدمات التي قد تفوق فيها الاحتفالات العبادة، لكنه اعترف بحكمتها الروحية الشخصية، قائلاً: «منحكِ الإله حق روحه القدس في الحكم». أرسل نوكس إلى آن تقاريرًا من اسكتلندا عن مساعيه الإصلاحية، وطلب منها مرارًا أن تساعده في الحصول على دعم تجار لندن. خلال هذه الفترة، ولدت آن طفلين على الأقل، آن (عُمِّدت في 23 أكتوبر 1561 ومايكل (عُمِّد في 11 أكتوبر 1562)، وتوفي هنري لوك في عام 1571، تاركًا كل ما لديه من سلع دنيوية لزوجته، وفي عام 1572 تزوجت آن من الشاب الواعظ والعالم اليوناني الموهوب، إدوارد ديرينغ، والذي توفي عام 1576. وكان زوجها الثالث ريتشارد بروسر من إكستر، وفي عام 1590 نشرت ترجمة لأعمال جان تافن.

## أعمالها
يتفق العلماء على أن آن لوك نشرت أول تسلسل سونيتات باللغة الإنجليزية، تحت مسمى (تأمل مذنبٍ نادم)؛ والذي ضم 26 سونيتة قائمة على المزمور 51. وتشمل أعمالها الأخرى قصيدة لاتينية قصيرة مكونة من أربعة أسطر تظهر في مخطوطة (Giardino cosmographico coltivato) للدكتور بارثولو سيلفا عام 1572، إلى جانب العديد من القصائد المُهداة الأخرى. جُمِّعت المخطوطة لعرضها على روبرت دادلي من لوك، وزوجها الثاني إدوارد ديرينج، وأخوات كوك الخمسة، والجميع من المؤيدين المتشددين للقضية البروتستانتية.  تتلاعب لوك بالكلمات في اسم سيلفا للإدلاء بشهادتها على نثره، واصفةً التجربة بالممتعة كالمشي عبر الغابة.
آخر عمل معروف للوك هو ترجمة عام 1590 لـ «علامات أطفال الله»، وهي مقالة كتبها الوزير البلجيكي جان تافن حول تاريخ البروتستانتية في بلجيكا والبلدان المنخفضة الأخرى. مثل ترجمتها لعام 1560 لخطب جون كالفين، ينتهي هذا المجلد بقصيدة أصلية، على الرغم من أنها قصيدة واحدة قصيرة بعنوان «ضرورة وفائدة المحنة». ويحتوي على رسالة بولس الرسول إلى دوقة وارويك، التي شاركت لوك المشاعر الإصلاحية الدينية.
يوجد مرجعان معاصران مطبوعان على شعر لوك وترجماتها يعكسان ردود فعل متنوعة على المواد الدينية التي قدمتها امرأة. في عام 1583، طبع جون فيلد نسخة من مخطوطة لوك لخطبة كتبها جون نوكس، بعنوان «معرض بارز ومريح في الرابع من متّى». مدح فيلد لوك لاستعدادها لتحمل المنفى من أجل الإصلاح الديني، ولوصولها إلى الأعمال، على شكل مخطوطات، لعدد من الدعاة البارزين مثل نوكس. تحثها الجِهة الطابعة على السماح له بالوصول إلى المزيد من هذه المخطوطات. في المقابل، أشاد ريتشارد كارو، في استقصاء كورنوال 1602، على براعة لوك الفكريّة المقترنة بتواضعها، مؤكدًا أن سلوكها الفاضل أظهر قيمة تعليمها الديني، بالإضافة إلى كتابتها.